# Camarín

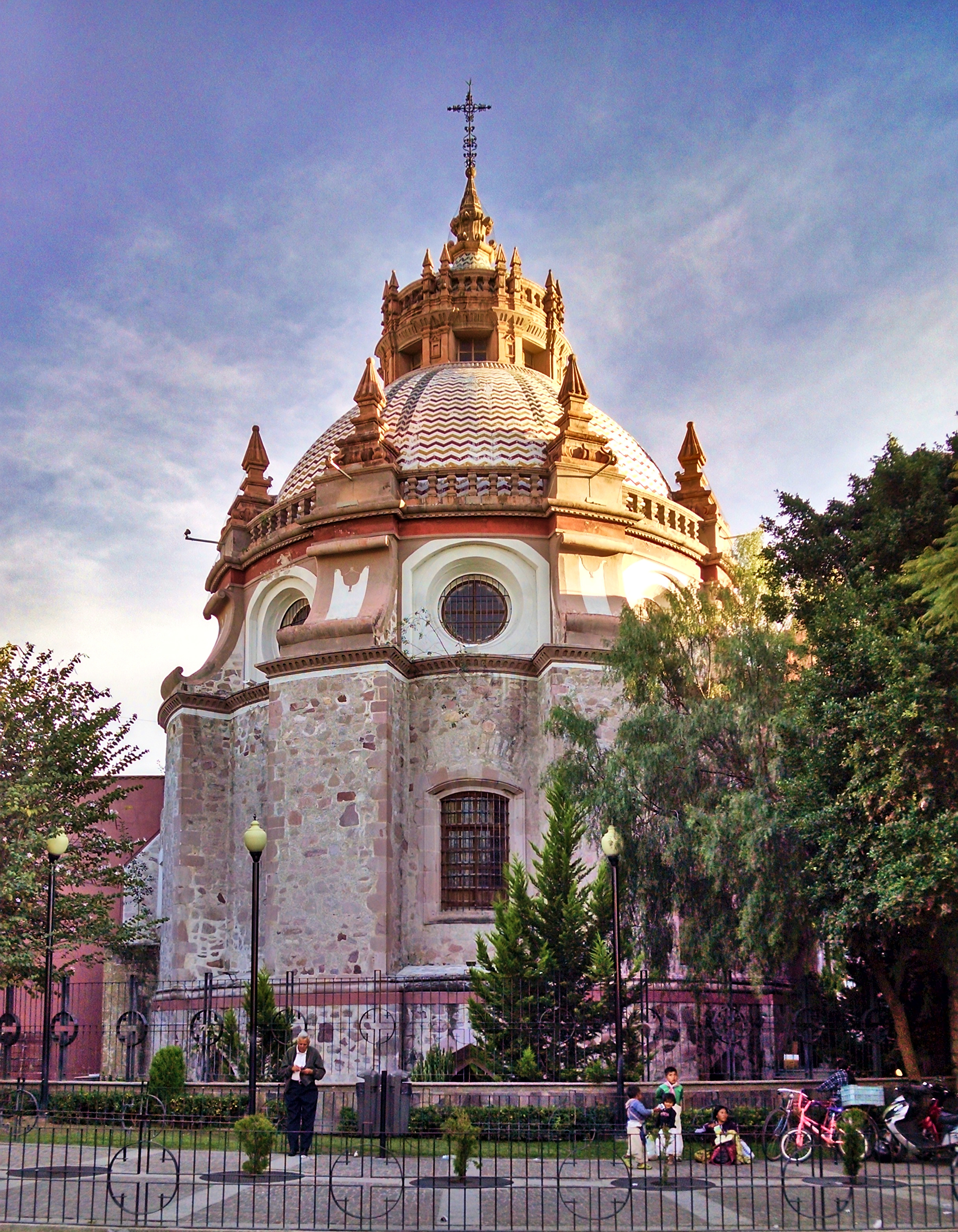
Camarín der Kirche San Diego in Aguascalientes, Mexiko

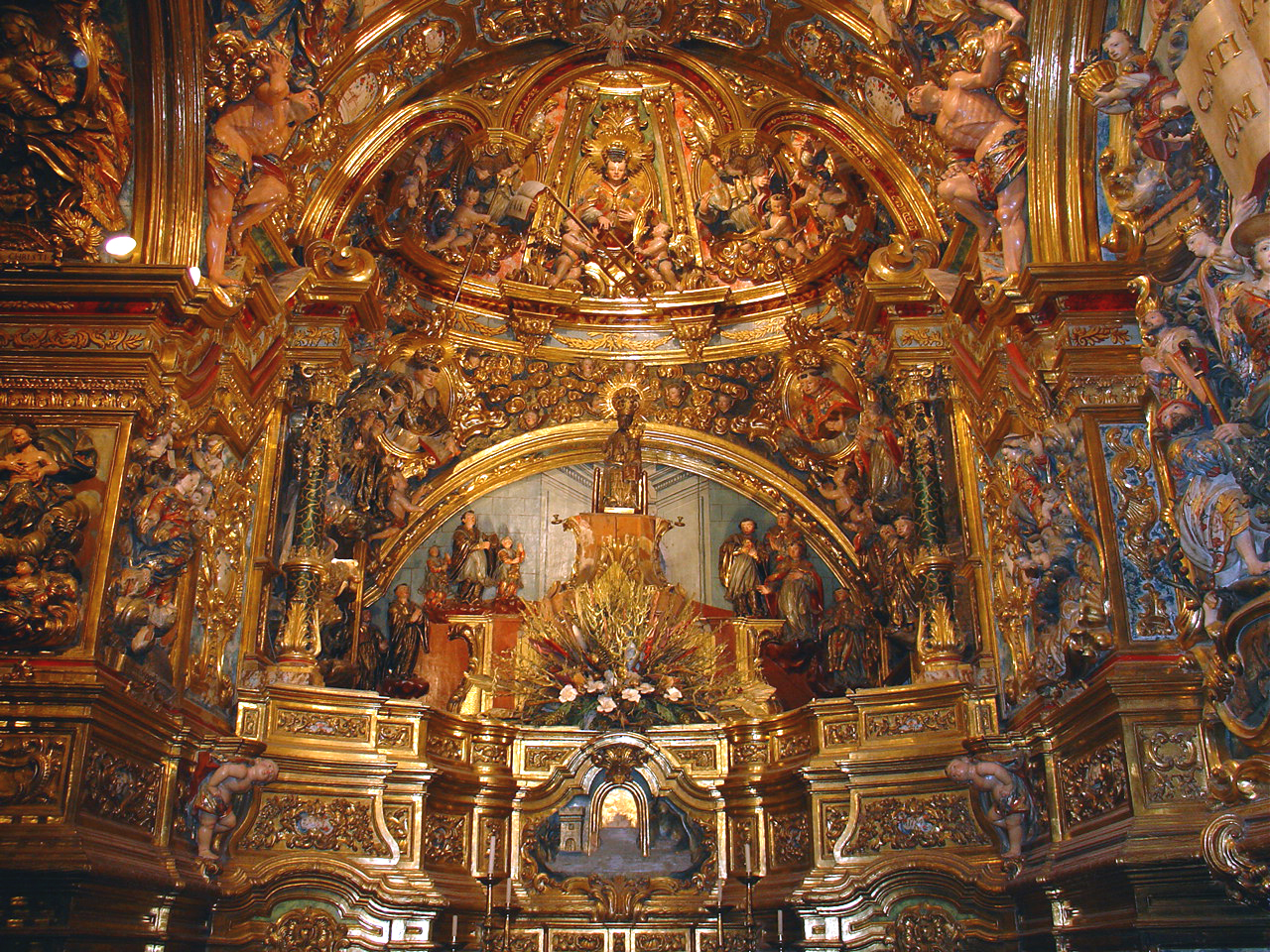
Camarín der Kirche von Sant Llorenç de Morunys, Katalonien

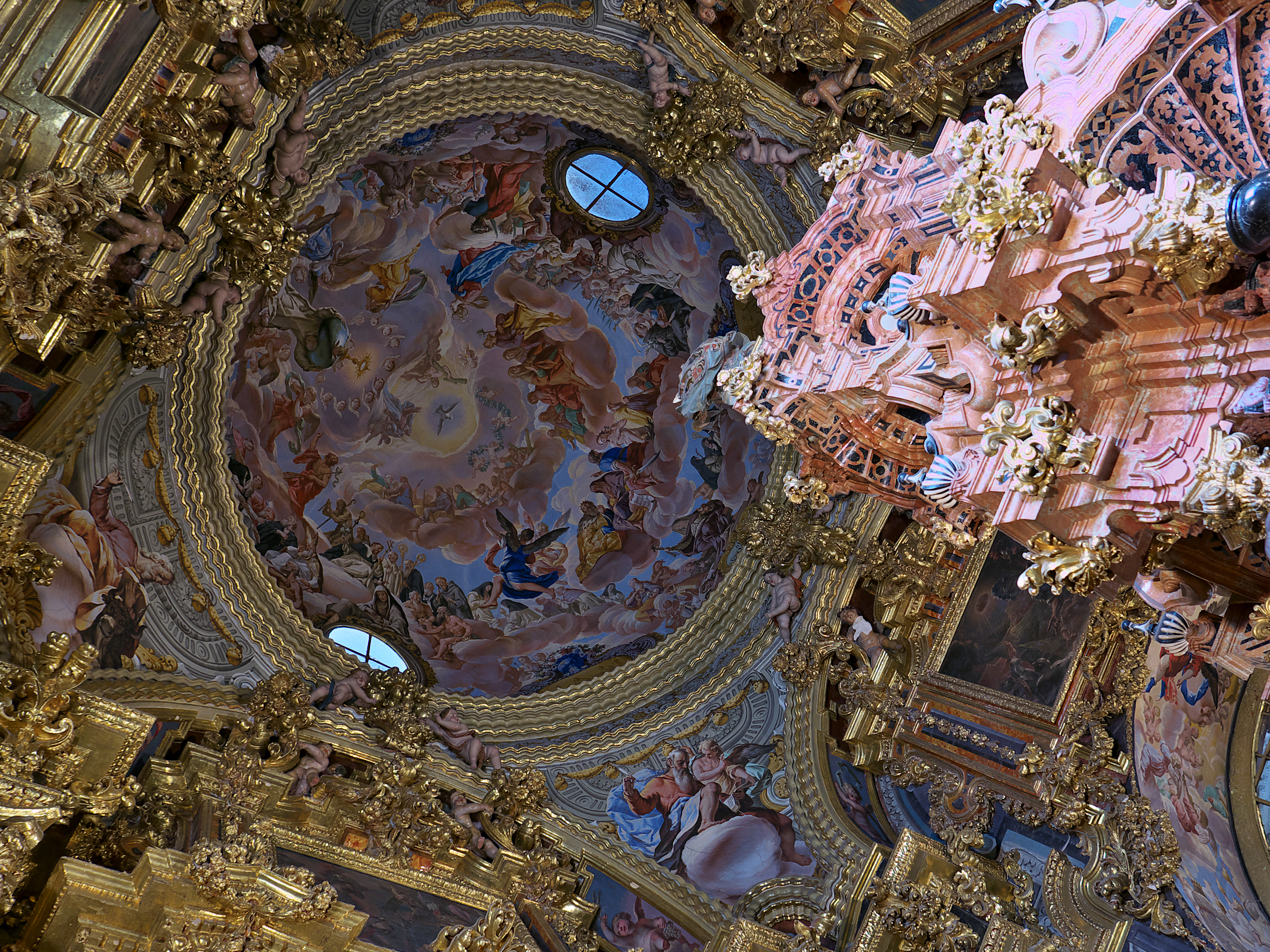
Camarín der Cartuja von Granada, Andalusien

Als Camarín (katalanisch cambril) wird in Spanien und im ehemaligen spanischen Kolonialreich ein  kleiner, halb versteckter Raum hinter dem Hochaltar einer – zumeist bedeutenden – Kirche bezeichnet, über dessen ursprünglichen Zweck Unklarheit besteht. In seltenen Fällen können es auch mehrere kleine untereinander verbundene Räume sein.

## Definition
Capilla ó pieza que suele haber detras de un altar, donde se venera alguna Imágen. Diccionario de arquitectura civil, 1802. (Übersetzung: „Kapelle oder Raum, gewöhnlich hinter dem Altar, in dem ein Bildnis verehrt wird.“)

## Funktion
Als mögliche Funktionen für den im Grunde allein dem Priester vorbehaltenen Raum werden genannt:
- Ankleideraum für den Priester
- Gebets- oder Meditationsraum
- Tabernakelraum
- Schatz- oder Schmuckkapelle

## Architektur
Camarínes sind nur ca. 5 bis 10 m² große Räume hinter dem Altar mit oft überreicher spätbarocker Ausstattung (Figuren, Deckengemälde etc.) Meist genügen kleine Oberlichter oder (Tambour-)Fenster zur Belichtung.

## Vorkommen
Camarínes kommen ganz überwiegend an Barockkirchen im südspanischen und katalanischen Raum sowie im spanisch-portugiesischen Kolonialreich vor.
- Virgen del Rosario, Granada
- Cartuja von Granada
- Basilika der Heiligen Jungfrau der Hilflosen, Valencia
- Nuestra Señora de la Victoria, Málaga
- Nuestra Señora de la Victoria, Archidona